# Ernesto Vítor Wagner
Ernesto Vítor Wagner, ou Ernst Viktor Wagner em Alemão (Zeulenroda, Vogtlandkreis, Reuss-Greiz, 1818/1826 - Lisboa, 1/2 de Maio de 1903), foi um músico e industrial alemão, que se deslocou para Portugal.

## Biografia
Filho de Johann Daniel Wagner (c. 1788 - c. 1853) e de sua mulher Henriette ... (c. 1793 - c. 1863), Alemães, era parente do grande Mestre Richard Wagner.
Até 1840, trabalhou em casa de seus pais, enquanto aprendia Música e o ofício de carpinteiro. Nesse ano, e não obstante a sua pouca idade, empreendeu uma longa viagem. Vindo a Portugal em 1845, de tal modo se entusiasmou com o momento político que então se vivia, que se alistou num dos Batalhões Nacionais que, no ano seguinte, participaram na Guerra Civil da Revolução da Maria da Fonte e da Patuleia.
Marceneiro e músico de grande qualidade, fundou, de sociedade com Carlos Augusto Habel, fabricante de pianos, em 1848, montou uma fábrica destes instrumentos, a primeira portuguesa, que, mais tarde, lhe veio a pertencer exclusivamente. Foi Mestre de trompa de D. Luís I de Portugal, então ainda Infante, que muito se lhe afeiçoou, sendo, em 1849, nomeado Músico da Real Câmara e, em 1861, mediante concurso, tornou-se Professor do Conservatório Real de Lisboa, leccionando a cadeira de instrumentos metálicos.
A sua marcada vocação para a Música tornou-o um notável executante de trompa, bem como de quase todos os instrumentos de metal. Descendente duma família de artistas, foi um dos mais entusiásticos propagandistas em Portugal da Música Clássica. Como construtor de instrumentos, produziu excelentes pianos e violoncelos. Na sua época foi o único reparador de instrumentos de cordas que existiu em Portugal.
Existe um quadro de Ernesto Vítor Wagner na sua fábrica de instrumentos da autoria de Laura Sauvinet Bandeira.

## Casamento e descendência
Casou c. 1850 com Leopoldina Carolina Neuparth (Lisboa, Mártires, c. 1828 / c. 20 de Abril de 1831 - c. 1901), filha de Eduardo Neuparth e de sua segunda mulher Margarida Boehmler,  Judeus Asquenazes Alemães, da qual teve sete filhos e filhas:
- Leopoldo Manillius Wagner (Lisboa, Mártires, c. 1850/1857 - Lisboa, c. 1915/27 de Fevereiro de 1924),[7] casado em Lisboa, Ajuda, a 23 de Agosto de 1883 com Virgínia de Oliveira Basto (Lisboa, Santa Isabel, 1859 - 27 de Junho de 1939),[8] com geração
- Hermann Max Wagner (Lisboa, Mercês, c. 1851/c. 1870 - c. 1916),[9] casado com Clotilde Cecília Harrington de Andrade e Castro (Lisboa, Lapa, c. 1870 - c. 1940),[10] filha de Eduardo Harrington ou Edward Harrington em Português (c. 1840 - c. 1905), Inglês,[11] e de sua mulher Clotilde de Castro e Miranda (c. 1845 - c. 1915),[12] da qual teve três filhos:
  - Hermann Harrington Wagner (c. 1895 - c. 1925), solteiro e sem geração[13]
  - Daniel Harrington Wagner (Lisboa, 24 de Abril de 1897 - Lisboa, 16 de Abril de 1967),[14] Engenheiro, casado com D. Maria José da Silva Telo de Noronha (Lisboa, 15 de Janeiro de 1895 - Lisboa, 3 de Dezembro de 1965),[15] bisneta por varonia do Representante do Título de Marquês de Torres Novas e 8.º Conde de Valadares e neta paterna da 4.ª Marquesa de Vagos e 10.ª Condessa de Aveiras, com geração, na qual recaiu a sucessão destes e doutros títulos
  - Ernesto Harrington Wagner (c. 1897 - c. 1927), solteiro e sem geração[16]
- Eduardo Óscar Wagner (Lisboa, 24 de Setembro de 1852 - Lisboa, 17 de Outubro de 1899), solteiro e sem geração[17]
- Vítor Augusto Wagner (Lisboa, 16 de Março de 1854 - Lisboa, 24 de Março de 1877), solteiro e sem geração[18]
- Daniel Wagner (c. 1856 - Lisboa, c. 1891), solteiro e sem geração[19]
- Ernestina Wagner (c. 1858 - Lisboa, c. 1888), solteira e sem geração[20]
- Virgínia Henriqueta Wagner (Lisboa, 3 de Maio de 1851/c. 1860 - Outubro de 1885/c. Outubro de 1895),[21] casada no Porto com Maximiano Schreck ou Maximian Schreck em Alemão (c. 1855 - c. 1920),[22] Negociante Alemão estabelecido no Porto, com geração